# Francisco Ferreira (Offizier)
Francisco Ferreira war ein portugiesischer Soldat im Range eines Unterleutnants (Alferes). Er versah seinen Dienst in der Kolonie Portugiesisch-Timor. Ferreira fiel aufgrund seiner Brutalität gegenüber den Timoresen auf.

## Krieg von Laleia
Im Krieg von Laleia (1878–1880) soll er mehrmals übergriffig gegenüber ihm unterstellten Soldaten und bei Operationen gegen Fatumaca im Dezember 1879 gefangengenommenen Timoresen geworden sein. Ihnen wurden eiserne Bänder und große Steine um den Hals gebunden, sie wurden geschlagen und getreten. Ein europäischer Soldat und Dom Cosme, der gefangengenomme Herrscher von Fatumaca, kamen so zu Tode. Außerdem wurde Ferreira beschuldigt, drei Gefangene erschossen, Dom Domingos, den Herrscher von Lame, hundert Schläge verabreicht und zwanzig Gefangene in den Laderaum des Dampfers D. João I. gepfercht zu haben, damit sie dort ersticken.
Im Boletim Provincial de Macau e Timor vom 30. April 1881 wird berichtet, dass Ferreira zusammen mit dem Unterleutnant Joaquim da Silva Pimenta, dem ähnliche Vergehen vorgeworfen wurden, in Macau vor Gericht gestellt wurde. Ein Teil der Anschuldigungen kamen vom ehemaligen Rebellenführer und inzwischen rehabilitierten Dom Manuel dos Remédios sowie anderen Liurais.
Silva Pimenta und Ferreira verwiesen zu ihrer Verteidigung auf die Befehle von Hugo Goodair de Lacerda Castelo Branco Gouverneur von Portugiesisch-Timor. Die Offiziere seien angewiesen worden, rigoros vorzugehen und sie gaben an, Strafen angewandt zu haben, wie sie für schwere Verbrechen auf Timor üblich seien. Der Gouverneur und sein Sekretär hätten angeordnet, sowohl die eigenen Soldaten als auch Einheimische zu schlagen. Schließlich erklärte der Magistrat von Macau Silva Pimenta und Ferreira für unschuldig. Die beiden Unterleutnants kehrten nach Timor auf ihre Posten zurück.
Aus dem Jahr 1885 stammen Aufzeichnungen, nach denen Ferreira Ana Eduardo, die Tochter des verstorbenen Majors Duarte Leão Cabreira, geheiratet habe. Cabreira hatte sich in seinen 40 Jahren Dienstzeit auf Timor großen Einfluss erarbeitet und war sogar eine Zeit lang amtsführender Gouverneur gewesen. Ferreira folgte seinem Schwiegervater in dessen Rolle als Intrigant und Vermittler zwischen Kolonialregierung und einheimischen Herrschern.

## Revolte der Moradores 1885
Als Kolonialoffizier blickte Ferreira verächtlich auf die Moradores herab, Timoresen, die von portugaltreuen Liurais rekrutiert wurden, ohne dafür von den Portugiesen einen Sold zu erhalten. Ohne diese „zweite Linie“ hätte Portugal militärisch nicht in seiner Kolonie überleben können.
1885 kam es aber zur sogenannten Revolte der Moradores. Zu ihnen gehörten selbst Krieger des Reiches von Motael, in dem die Kolonialhauptstadt Dili lag. Den Beginn markierte am 3. März 1887 die Ermordung von Gouverneur Alfredo de Lacerda Maia. Er wurde von Moradores auf der Straße von Dili nach Lahane erschlagen. Die Mörder flohen in die Berge.
Maia hatte Ferreira zu seinem Sekretär gemacht, was im Nachhinein nur schwer nachvollziehbar ist. Maia hatte noch bei seiner Ankunft erklärt, alle Beamten würden „in blutigen Intrigen schmoren“ und er würde keinem von ihnen trauen. Auch die Missionare vertrauten Ferreira nicht. Einer nannte den Unterleutnant „vielleicht die tyrannischste Kreatur und den schamlosesten Lüstling, der je nach Timor gekommen ist“. Pater João Gomes Ferreira, der Pfarrer von Dili, behauptete, Ferreira hätte Kinder sexuell missbraucht und so den Zorn der Einheimischen auf sich gezogen. Allerdings muss man bei diesem Vorwurf berücksichtigen, dass Ferreira der antiklerikalen Fraktion in Dili gehörte und der Pater schon früher nicht zimperlich mit Anschuldigungen gegenüber seinen Widersachern war.
Als Dom Lucas Barreto Martins, der Liurai von Motael, Ferreira bat, er möge zwei inhaftierte arabische Händler an ihn ausliefern, da sie als Bürger von Motael der Gerichtsbarkeit von Martins unterlagen, weigerte sich Ferreira. Dann griff er nach der Kehle des Herrschers und schubste ihn. Ferreira drohte Martins, er werde ihn die Congos anhängen. Schon alleine diese Behandlung des Herrschers eines der ältesten Verbündeten der Portugiesen auf Timor führte zu viel Empörung. Als Oberst José da Cunha, der Befehlshaber der Moradores, Ferreira erneut um Übergabe der Araber bat, wurde er noch brutaler zurückgewiesen. Beschwerden über das Verhalten seines Sekretärs wurden von Gouverneur Maia kalt abgewiesen. Er weigerte sich gar diesen überhaupt Gehör zu schenken. Später hieß es, Ferreira hätte Maia zu diesem Handeln bewegt. „Solche Gruppenvertretungen seien in der Zeit früherer Gouverneure nicht erlaubt gewesen.“ So entschlossen sich hundert Moradores dem Sekretär aufzulauern. Zum Unglück von Maia stießen die Moradores am 3. März 1887 bei ihrem Hinterhalt auf der Straße zwischen Dili und Lahane nicht auf den Sekretär, sondern auf den Gouverneur. Maia wurde vom Mob ermordet.
Die portugiesischen Beamten waren von dem Mord so sehr erschüttert, dass sie den Belagerungszustand für Dili ausriefen und Kanonen und Maschinengewehre auf den Straßen postierten. Die Moradores stellten eigentlich die Leibgarde des Gouverneurs und waren die Hauptmacht der Verteidigungskräfte der kolonialen Hauptstadt. Laut späterer Presseberichte in Macau fiel Dili in „totalen Terror“, während die Mörder tatsächlich aber in die Berge flohen. Ferreira kam unter dem Schutz des Missionsvorstehers und verließ am nächsten Tag an Bord eines Dampfers Dili in Richtung Surabaya. Von dort aus verständigte man die vorgesetzten Kolonialbehörden in Macau über die Vorkommnisse per Telegramm. Diese entsandten ungewöhnlich schnell eine Truppe von hundert europäischen Soldaten und mehrere Kanonenboote.
Der Mord führte zu heftigen Kontroversen über die Schuldfrage zwischen Marine, Armee, der katholischen Mission, den Gegnern der Monarchie, den Freimaurern, den Einwohnern Macaus, den Portugiesen in Europa, der Presse und vielen anderen. Der neue Gouverneur António Francisco da Costa (1887–1888), der im August in Dili eintraf, begann mit einer großangelegten Untersuchung. Schnell war Ferreira als Verursacher der Unruhen ausgemacht. Schwieriger war festzustellen, ob er alleiniger Schuldiger oder nur Sündenbock war. Die Rädelsführer der Revolte waren in die Hügel geflohen, so dass das Militär Suchaktionen in Liquiçá durchführen musste. Unruhen gab es auch in verschiedenen Reichen, vor allem in Manatuto. Schließlich wurden die Verdächtigen eingefangen, auf dem Kanonenboot Rio Lima nach Macau gebracht und im berüchtigten Fortaleza do Monte eingekerkert und einige in Goa vor Gericht gestellt. Ob die verhafteten Timoresen wirklich schuldig waren, ist bis heute nicht klar. Das Bataillon der Moradores wurde zunächst aufgelöst. Die Ermordung Maias war der Beginn von Aufständen zahlreicher Liurais in den folgenden Jahren.